# Litauische Katholische Akademie der Wissenschaften
Die Litauische Katholische Akademie der Wissenschaften (litauisch Lietuvių katalikų mokslo akademija) ist eine Akademie der Wissenschaften in Litauen mit Sitz in Vilnius, die 1922 gegründet wurde.

## Leitung
- 1922–1925: Juozapas Jonas Skvireckas
- 1926–1937: Prelat A. Jakštas-Dambrauskas
- 1938–1940: Stasys Šalkauskis
- 1956–1958: Vincentas Padolskis
- 1958–1992: Antanas Liuima
- 1992–1997: Giedrius Uždavinys
- 1997–2006: Jonas Boruta
- 2006–2015: Paulius Subačius
- 2015–2020: Danutė Gailienė
- seit 2020: Liudas Jovaiša

## Mitglieder
- Audrys Juozas Bačkis, kanonisches Recht, 2003
- Jonas Boruta SJ, Physik, 1997
- Mečislovas Reinys, Philosophie, 1939–1953
- Paulius Rabikauskas SJ, Kirchengeschichte
- Vytautas Antanas Dambrava (1920–2016), Diplomat und Jurist